# Parroquia de Grant
La parroquia de Grant (en inglés: Grant Parish), fundada en 1869, es una de las 64 parroquias del estado estadounidense de Luisiana. En el año 2000 tenía una población de 18.698 habitantes con una densidad poblacional de 11 personas por km². La sede de la parroquia es Colfax.

## Geografía
Según la Oficina del Censo, la parroquia tiene un área total de 1721 km² (664,5 mi²), de la cual 1671 km² (645,2 mi²) es tierra y 50 km² (19,3 mi²) (2.93%) es agua.

### Parroquias adyacentes
- Parroquia de Winn - norte
- Parroquia de La Salle - este
- Parroquia de Rapides - sur
- Parroquia de Natchitoches - oeste

## Carreteras
- U.S. Highway 71
- U.S. Highway 165
- U.S. Highway 167
- Carretera Estatal de Luisiana 8
- Carretera Estatal de Luisiana 34
- Carretera Estatal de Luisiana 122
- Carretera Estatal de Luisiana 123
- Carretera Estatal de Luisiana 472
- Carretera Estatal de Luisiana 500

## Demografía
En el 2000 la renta per cápita promedia de la parroquia era de $29,622, y el ingreso promedio para una familia era de $34,878. En 2000 los hombres tenían un ingreso per cápita de $31,235 versus $20,470 para las mujeres. El ingreso per cápita para la parroquia era de $14,410. Alrededor del 21.50% de la población estaba bajo el umbral de pobreza nacional.

## Ciudades y pueblos
- Colfax
- Dry Prong
- Georgetown
- Montgomery
- Pollock